# John H. Worst
John Henry Worst, född 23 december 1850 i Ashland County i Ohio, död 25 september 1945 i San Marino i Kalifornien, var en amerikansk republikansk politiker. Han var North Dakotas viceguvernör 1895–1897.
Worst flyttade 1883 till Emmons County i Dakotaterritoriet och tillträdde 1889 som ledamot av North Dakotas senat. Han efterträdde 1895 Elmer D. Wallace som viceguvernör och efterträddes 1897 av Joseph M. Devine.
Worst tjänstgjorde som rektor för North Dakota Agricultural College fram till 1916, en utnämning han fick 1895.